# Стадион Хенри Фок
Стадион Хенри Фок (кин: 英东体育场) је вишенаменски стадион у Гуангџоу у Кини. Углавном се користи за фудбалске утакмице и био је један од шест стадиона коришћених за Светско првенство у фудбалу за жене 1991. Стадион прима 15.000 људи.
Име је добио по Хенрију Фок Јинг Тунгу, бизнисмену који је оставио велику суму новца за ове конструкције.